# Flashlight (canção de Jessie J)
"Flashlight" é uma canção da cantora britânica Jessie J, gravada para a trilha sonora do filme Pitch Perfect 2. Foi escrita por Sia, Christian Guzman, Jason Moore e Sam Smith. A música foi lançada oficialmente em 23 de abril de 2015 em formato digital.

## Desempenho nas tabelas musicais

### Posições
| Tabela musical (2015)               | Melhor posição |
| ----------------------------------- | -------------- |
| Austrália - ARIA Singles Chart      | 2              |
| Áustria - Ö3 Austria Top 40         | 37             |
| Bélgica - Ultratop 50 (Flandres)    | 50             |
| Canadá - Canadian Hot 100           | 57             |
| Escócia - Scottish Singles Chart    | 9              |
| Estados Unidos - Billboard Hot 100  | 61             |
| Irlanda - Top 100 Singles           | 36             |
| Nova Zelândia - NZ Top 40 Singles   | 7              |
| Países Baixos - Mega Single Top 100 | 69             |
| Reino Unido - UK Singles Chart      | 13             |
| Suécia - Sverigetopplistan          | 55             |
| Suíça - Schweizer Hitparade         | 42             |

### Certificações
| País      | Provedor | Certificação |
| --------- | -------- | ------------ |
| Austrália | ARIA     | Platina      |

## Histórico de lançamento
| País           | Data                | Formato          | Editora discográfica |
| -------------- | ------------------- | ---------------- | -------------------- |
| Estados Unidos | 23 de abril de 2015 | Descarga digital | Republic             |
| Reino Unido    | 11 de maio de 2015  | Descarga digital | Republic             |